# Manchester (Oklahoma)
Manchester és un poble dels Estats Units a l'estat d'Oklahoma. Segons el cens del 2000 tenia 104 habitants.

## Demografia
Segons el cens del 2000, Manchester tenia 104 habitants, 47 habitatges, i 29 famílies. La densitat de població era de 167,3 habitants per km².
Dels 47 habitatges en un 29,8% hi vivien nens de menys de 18 anys, en un 57,4% hi vivien parelles casades, en un 2,1% dones solteres, i en un 36,2% no eren unitats familiars. En el 34% dels habitatges hi vivien persones soles el 17% de les quals corresponia a persones de 65 anys o més que vivien soles. El nombre mitjà de persones vivint en cada habitatge era de 2,21 i el nombre mitjà de persones que vivien en cada família era de 2,87.
Per edats la població es repartia de la següent manera: un 21,2% tenia menys de 18 anys, un 3,8% entre 18 i 24, un 30,8% entre 25 i 44, un 25% de 45 a 60 i un 19,2% 65 anys o més.
L'edat mediana era de 44 anys. Per cada 100 dones de 18 o més anys hi havia 100 homes.
La renda mediana per habitatge era de 27.500 $ i la renda mediana per família de 36.250 $. Els homes tenien una renda mediana de 21.250 $ mentre que les dones 15.500 $. La renda per capita de la població era de 12.760 $. Entorn del 5,6% de les famílies i el 6,7% de la població estaven per davall del llindar de pobresa.

## Poblacions més properes
El següent diagrama mostra les poblacions més properes.